# Bernard Lamy
Bernard Lamy (15 de junio de 1640 - 29 de enero de 1715) fue un religioso católico de la Congregación del Oratorio de Jesús y María Inmaculada, matemático y teólogo francés.

## Biografía
Después de estudiar en Le Mans, se incorporó a la Maison d'Institution en París, y a Saumur a partir de entonces. En 1658 ingresó en la congregación del Oratorio.
Se convirtió en profesor de estudios clásicos en Vendôme en 1661, y en Juilly en 1663. Fue ordenado en 1667.
Después de enseñar unos años en Le Mans, fue designado para una cátedra de filosofía en la Universidad de Angers. Aquí su enseñanza fue atacada con el argumento de que era demasiado exclusivamente cartesiana, y el rector Rebous obtuvo de las autoridades estatales en 1675 un decreto que le prohibía continuar sus clases.
Posteriormente fue enviado por sus superiores a Grenoble, donde, gracias a la protección del Cardenal Le Camus, retomó sus cursos de filosofía. En 1686 regresó a París, haciendo una estancia en el seminario de Saint Magloire, y en 1689 fue enviado a Ruan, donde pasó el resto de sus días.

## Trabajo
Su obra más conocida es el "Traité de Mécanique" (1679), que muestra el paralelogramo de fuerzas. También escribió Traité de la grandeur en general (1680) y Les éléments de géometrie (1685).
Sus escritos son numerosos y variados. Entre ellos se pueden mencionar:
- Se publicó "La Rhétorique ou l'art de parler", (París, 1675, Retórica, o el arte de hablar, traducción al inglés de 1676), con veinte ediciones.[2]
- "Aparato ad Biblia Sacra", etc. (Grenoble, 1687), traducido al francés por orden del Obispo de Châlons-sur-Marne bajo el título "Introduction a la lecture de l'Ecriture Sainte" (Lyon, 1689).
- "Harmonia, sive Concordia quatuor Evangelistarum", una armonía o concordancia de los Cuatro Evangelios (París, 1689). En esta obra, sostiene que Juan el Bautista fue encarcelado dos veces, primero en Jerusalén por orden del Sanedrín, y más tarde por Herodes en Galilea. También sostiene que el Salvador y Sus Apóstoles no comieron el cordero pascual en la Última Cena, y que la Crucifixión ocurrió el día en que los judíos celebraban la Pascua. Consideraba a María Magdalena, María la hermana de Lázaro, y al pecador mencionado en Lucas VII, 37 sqq. ser una y la misma persona. Estas y otras opiniones lo involucraron en una controversia con Bulteau, pastor de Rouen, Jean Piénud, Louis-Sébastien Le Nain de Tillemont y otros (ver "Traité historique de l'ancienne Pâque des Juifs", París, 1693).
- "Apparatus Biblicus", que es un desarrollo de su introducción (Lyon, 1696, Jena, 1709, Ámsterdam, 1710). Fue traducido al francés por Abbé de Bellegarde (París, 1697) y por Abbé Boyer (Lyon, 1709). En este trabajo, cuestiona el carácter histórico del Libro de Tobit y del Libro de Judit, y sostiene que incluso después del Concilio de Trento debe reconocerse una diferencia de autoridad entre los textos protocanónicos y los deuterocanónicos de la Biblia.
- "Défense de l'ancien sentiment de l'Église latine touchant l'office de sainte Madeleine" (Rouen, París, 1697).
- Un volumen de comentarios sobre su armonía previa de los Cuatro Evangelios (París, 1699).
- Un tratado latino sobre el Arca de la Alianza (París, 1720), una obra póstuma publicada por Père Desmollets, que prefaciaba al volumen una biografía del autor.